# Giornali pubblicati durante la Rivoluzione francese
Elenco dei giornali pubblicati in Francia durante la Rivoluzione (1789-1799), senza distinzione di linea politica.

## A
- À deux liards, à deux liards, le journal. Dal terzo numero s'intitolò Le Babillard national, ou Le Journal à deux liards. Dal decimo numero, À deux liards, à deux liards, mon journal.[1]
  - Quotidiano pubblicato a Parigi dall'ottobre 1791 al 10 agosto 1792, 4 pp. in-8°. Redattore: Bouyon.
- L'Abbé Maury.
  - Periodico pubblicato a Parigi nel maggio 1790, 8 pp. in-8°. Redattore: anonimo.
- L'Abeille des gazette et journaux des départements de la République et des Pays étrangers.[2] Dal n° 136 s'intitolò L'Abeille des gazette et journaux, ou Le Rapporteur des principales lois et des nouvelles les plus intéressantes de tous les Pays; dal n° 206, L'Abeille des gazette et journaux; dal n° 256, L'Abeille des départements de la Moselle, de la Meurthe, etc.
  - Pubblicato a Metz dal maggio 1797 ogni due giorni, 4 pp. in-4°; dal settembre 1798 ogni cinque giorni, 8 pp. in-8°. L'ultimo numero (334°) apparve il 7 ottobre 1799. Redattore: Verronais.
- L'Abeille française.
  - Mensile pubblicato a Parigi dal giugno 1794 al 1799, 50 pp. in-8°. Redattore: Cordier de Saint-Firmin.
- L'Abréviateur universel, ou Journal sommaire des opinions, productions et nouvelles publiques. Dal 10 maggio 1797 pubblicato col titolo Messager de la paix, ou Abréviateur universel.
  - Quotidiano pubblicato a Parigi dal 1º dicembre 1792 al 19 maggio 1797, 4 pp. in-4°. Redattori: L. Brunot-Racine; dal 21 novembre 1794, Lesage; dal 20 maggio 1797, F. C. Plan; dal 19 aprile 1796, J. G. Reynier.
- L'Accusateur public.
  - Periodico pubblicato a Parigi dal settembre 1794 al 21 novembre 1798. Redattore: Richer-Sérizy.
- L'Accusateur public. Contraffazione del precedente.
  - Periodico pubblicato a Parigi dal 24 luglio 1799. Redattore: Thévenet, detto Danican.
- L'Acquéreur des domaines nationaux, journal de la foi publique.
  - Due numeri pubblicati a Parigi il 23 e il 28 luglio 1797, 16 pp. in-8°. Redattore: Smits
- Les Actes des Apôtres.
  - Pubblicato a Parigi ogni due giorni dal 2 novembre 1789 all'ottobre 1791, da 8 a 64 pp. in-8°. Fondato da Peltier. Redattori: Artaud, Aubonne, Bergasse, Béville, Champcenetz, Du Mesnil-Durand, La Bintinaie, Langeron, Lauraguais, Mirabeau-Tonneau, Montlosier, Régnier, Rivarol, Suleau, Tilly, Turménie, M.me de Villeroy.
- Actes des Apôtres. Continuazione delle Lettres à un rentier habitant une solitude au bord de la mer, et ne vivant que de sa pêche. Dal 1º gennaio 1797, Actes des Apôtres et des Martyrs.
  - Settimanale pubblicato a Parigi dal 2 ottobre 1796 al 27 agosto 1797, da 24 a 48 pp. in-8°. Redattore: Barruel-Beauvert.
- Les Actes des bons Apôtres, journal des disciples de la Trinité française, c'est-à-dire de la Nation, de la Loi et du Roi.
  - Tre numeri pubblicati a Parigi dal 1º giugno al 3 giugno 1790, 8 pp. in-8°. Redattori: « Les auteurs du journal intitulé Aux voleurs ».
- Les Actes des Capucins.
  - Due numeri pubblicati a Parigi dall'aprile 1790, 16 pp. in-8°. Redattore: Lacroix.
- Les Actes des Martyres.
  - Tre numeri pubblicati a Parigi nel maggio 1797, 16 pp. in-8°. Redattori: « Une société de bons apôtres  ».
- Affiches, annonces et avis divers, ou Journal général de France.
  - Quotidiano pubblicato a Parigi dal 1º gennaio 1789 al 21 novembre 1799, 8 pp. in-8°. Redattori: Ducray-Duminil; dal 22 ottobre 1797, Thomas Pascal Carel; dal 19 luglio 1799, Ducray-Duminil.
- Affiches d'Angers, ou Journal national du département de Maine et Loire. Dal 2 gennaio 1793 Affiches d'Angers, ou Moniteur du département de Maine et Loire.
  - Periodico pubblicato ad Angers tre volte la settimana dal febbraio 1791 al 10 giugno 1797, 4 pp. in-4°. Redattore: Milscent Créole.
- Affiches de Dauphiné, Annonces, etc. Dal 30 dicembre 1790, Affiches de la ci-devant province de Dauphimé, Annonces, etc. Dal 29 aprile 1792, Affiches, Annonces, etc., de Grenoble et des départements de l'Isère, de la Drome, des Hautes-Alpes et autres.
  - Settimanale pubblicato a Grenoble dal 2 maggio 1788 al 17 luglio 1792, da 4 a 8 pp. in-4°. Redattore: Giroud.
- Affiches de Dijon, ou Journal du département de la Cote d'Or.
  - Settimanale pubblicato a Digione dal 16 luglio 1790 al 13 febbraio 1795, 4 pp. in-4°. Redattore: Villot.
- Affiches de l'aristocratie, ou Journal aristocratique, à l'usage des bons patriotes.
  - Quattro numeri settimanali pubblicati senza data a Parigi dalla fine del 1790 all'inizio del 1791, 16 pp. in-8°. Redattore: anonimo.
- Affiches de la Commune de Paris.
  - Quotidiano pubblicato a Parigi dal 14 giugno 1793 al 2 febbraio 1794, in-folio solo recto. Redattori: Blin, Roux (fino al 29 giugno 1793), Chéneaux (dal 30 giugno al 25 agosto 1793), Pâris, Guyot.
- Affiches de Toulouse et du Haut-Languedoc. Modificò più volte la testata, dal Journal universel et Affiches de Toulouse et de Languedoc del 23 dicembre 1789 al Journal universel et Affiches du département de la Haute-Garonne et de l'Armée des Pyrénées del 2 gennaio 1793.
  - Settimanale pubblicato a Tolosa dal 7 gennaio 1789 al 12 ottobre 1793, 4 pp. in-4°. Redattore: anonimo.
- Affiches des Évêchés et Lorraine. Dal 15 luglio 1790 Journal des départements de la Mozelle, de la Meurthe, de la Meuse, des Ardennes et des Vosges.
  - Settimanale pubblicato a Metz dal 1º gennaio 1789 al 21 settembre 1799, da 4 a 8 pp. in-4°. Redattore: anonimo.
- Affiches du Maine, Annonces, etc.
  - Settimanale pubblicato a Le Mans dal 1781 al 19 dicembre 1791, 4 pp. in-4°. Redattore: Charles Monnoyer.
- Affiches du Poitou, apanage de Monseigneur comte d'Artois.
  - Settimanale pubblicato a Poitiers dal 3 gennaio 1788 al 31 dicembre 1789, 4 pp. in-4°. Redattore: anonimo.
- Affiches du soir.
  - Settimanale pubblicato a Parigi dal 1º giugno 1792, 16 pp. in-8°; quotidiano dal 1º agosto 1792 al 19 agosto 1792, da 6 a 16 pp. in-8°. Redattore: F. Gourdin.
- Affiches républicaines.
  - Un numero pubblicato a Parigi l'11 settembre 1796. Redattore: anonimo.
- L'Alambic, ou Le Distillateur patriote.
  - Un numero pubblicato a Parigi il 21 gennaio 1790, 16 pp. in-8°. Redattore: Alexandre Brar.
- Alerte, citoyens, alerte!.
  - Due numeri pubblicati a Parigi nel 1790, 8 pp. in-8°. Redattore: anonimo.
- L'Ami de l'Humanité. Vedi L'Anti-Fanatique, journal de bienfaisance et d'utilité.
- L'Ami de l'ordre.
  - Quotidiano pubblicato a Parigi dal 15 febbraio al 20 aprile 1798, 4 pp. in-4°. Redattore: Laurent.
- L'Ami de la Constitution de 1795, ou Journal de l'Assemblée législative.
  - Quotidiano pubblicato a Parigi dall'11 ottobre al 24 novembre 1794, 4 pp. in-4°. Redattore: anonimo.
- L'Ami de la Constitution, ou Le Surveillant des pouvoirs constitués.
  - Quotidiano pubblicato a Parigi dal settembre 1791 al 10 maggio 1792, 4 pp. in-4°. Redattore: Méjan.
- L'Ami de la Constitution et Correspondance patriotique entre les citoyens qui ont été membres de l'Assemblée nationale constituante.
  - Quotidiano pubblicato a Parigi dal 2 giugno al 9 agosto 1792, da 8 a 16 pp. in-8°. Continuazione del precedente in fusione con la Correspondance patriotique. Redattori: Dupont de Nemours, Le Hodey, Méjan.
- L'Ami de la Convention et Le Défenseur du peuple.
  - Tredici numeri pubblicati a Parigi dal 25 settembre al 22 ottobre 1794, 8 pp. in-8°. Redattore: Jollivet.
- L'Ami de la liberté.
  - Tre numeri pubblicati a Parigi dal 4 al 6 settembre 1799, 4 pp. in-4°. Redattore: anonimo.
- L'Ami de la liberté, Journal d'Angers.
  - Quotidiano pubblicato ad Angers dal 23 settembre 1798 al 6 settembre 1806, 8 pp. in-8°. Redattore: anonimo.
- L'Ami de la loi.
  - Sei numeri pubblicati a Parigi dal 1º maggio ai primi di giugno 1791, 8 pp. in-8°. Redattore: Verrières.
- L'Ami de la paix.
  - Quotidiano pubblicato a Parigi dal 5 settembre al 23 dicembre 1799, 4 pp. in-4°. Redattore: Boudin.
- L'Ami de la patrie, ou Journal de la liberté française.
  - Quotidiano pubblicato a Parigi dal 20 febbraio 1796 al 16 marzo 1798, 4 pp. in-4°. Redattore: Caignart de Mailly.
- L'Ami de la religion, des moeurs et des sciences.
  - Un numero pubblicato a Parigi il 2 agosto 1797, 4 pp. in-4°. Redattori: « Une Société de Gens de Lettres ».
- L'Ami de la Révolution et de quatre-vingt-deux département.
  - Un numero pubblicato a Metz nel 1791, 48 pp. in-8°. Redattori: Duval, Moreau.
- L'Ami de la Révolution, ou Philippiques.
  - Periodico pubblicato a Parigi dal 1º settembre 1790 al 5 agosto 1791, da 10 a 40 pp. in-8°. Redattore: anonimo.
- L'Ami des arts. Dal secondo numero, Journal de la Société philotechnique, ou L'Ami des arts; dal terzo numero, L'Ami des arts, Journal de la Société philotechnique.
  - Quotidiano pubblicato a Parigi dal 22 settembre 1796 all'11 dicembre 1796, 8 pp. in-8°. Redattore: H. Chaussier.
- L'Ami des arts, Journal de littérature et de politique.
  - Quotidiano pubblicato a Parigi dal 25 novembre al 16 dicembre 1797, 4 pp. in-4°. Redattore: A. de Labouisse.
- L'Ami des citoyens. Dal marzo 1793, con altri redattori, L'Ami des sans-culottes.
  - Settimanale pubblicato a Parigi dal 31 luglio 1791 al 21 gennaio 1793, in-folio. Redattore: Tallien.
- L'Ami des citoyens, journal fraternel. Dal 9 settembre 1794, L'Ami des citoyens; dal 22 ottobre 1794, L'Ami des citoyens, journal du commerce et des arts.
  - Periodico pubblicato a Parigi dal 5 ottobre 1791 al 18 febbraio 1795, da 8 a 16 pp. in-8°. Redattori: Tallien fino al 2 dicembre 1794, dal 3 dicembre Méhée de La Touche.
- L'Ami des citoyens, ou Journal pour chacune des classes du peuple.
  - Settimanale pubblicato a Parigi dall'aprile all'ottobre 1790, 20 pp. in-8°. Redattore: Fréron.
- L'Ami des Français, de la vérité et du bon sens.
  - Due numeri pubblicati a Parigi nel gennaio 1793, 8 pp. in-8°. Redattore: Godard.
- L'Ami des honnêtes gens, ou l'optimiste.
  - Cinque numeri pubblicati a Parigi dal 20 ottobre al 2 novembre 1789. Redattore: anonimo.
- L'Ami des Jacobins.
  - Quattro numeri pubblicati a Parigi dal 13 al 16 luglio 1792, 8 pp. in-8°. Redattore: Brigandat.
- L'Ami des lois, ou Mémorial politique et littéraire. Dal 14 novembre 1796 L'Amis des lois.
  - Quotidiano pubblicato a Parigi dall'agosto 1795 al 31 maggio 1800, 4 pp. in-4°. Redattori: « Une Société de gens de lettres »; dal 12 luglio 1796, Poultier; dal 17 settembre 1798, « Une Société de gens de lettres ».
- L'Ami des ministériels.
  - Due numeri pubblicati a Parigi nel settembre 1791, 16 pp. in-8°. Redattore: anonimo.
- L'Ami des patriotes, ou Le Dèfenseur de la Révolution. Dal 17 settembre 1791 L'Ami des patriotes, ou Le Dèfenseur de la Constitution.
  - Settimanale pubblicato a Parigi dal 27 novembre 1790 al 4 agosto 1792, da 24 a 32 pp. in-8°. Redattori: Duquesnoy, Regnaud de Saint-Jean d'Angély.
- L'Ami des principes, ou Annales républicaines de Brest.
  - Periodico pubblicato dal 29 novembre 1794 al 21 giugno 1795 tre volte ogni 10 giorni a Brest, 8 pp. in-8°. Redattore: Picquenard.
- L'Ami des principes, ou Journal du républicain impartial et juste. Dal 3 maggio 1797, L'Ami des principes.
  - Periodico pubblicato ogni due giorni ad Angers dal 14 settembre 1796 al 23 maggio 1798, 8. pp. in-8°. Redattore: anonimo.
- L'Ami des républicains.
  - Quattro numeri pubblicati a Parigi dal 13 al 16 settembre 1797, 4 pp. in-4°. Redattore: Bacqueville.
- L'Ami des sans-culottes. Dal 13 maggio 1793, Le Sans-culotte.
  - Settimanale pubblicato a Parigi dal marzo 1793 al 27 maggio 1793, in-folio. Redattori: Ballois; dal 29 aprile 1793, Duchosal.
- L'Ami des soldats.
  - Due numeri pubblicati a Parigi nel 1790, 8 pp. in-8°. Redattore: Lemaire.
- L'Ami des Théophilantropes, ou Recueil de morale universelle. Dal secondo numero, L'Ami des Théophilantropes.
  - Periodico (tre numeri ogni 10 giorni) pubblicato a Parigi dal 30 marzo al 3 luglio 1798, da 8 a 16 pp. in-8°. Redattori: Giffey, Lambert.
- L'Ami des vieillards. Con vari cambiamenti di testata, fino a L'Ami des vieillards, ou Le Gazetier royaliste, Journal de bienfaisance dal 12 febbraio 1792.
  - Periodico (tre numeri a settimana) pubblicato a Parigi dall'8 luglio 1791 al 24 febbraio 1792, da 8 a 16 pp. in-8°. Redattori: anonimi.
- L'Ami du bien public en France. Vedi Le Nouveau Tiers, ou Le Journal des deux conseils.
- L'Ami du clergé et de la noblesse.
  - Periodico pubblicato a Parigi due volte alla settimana, dal 21 settembre 1790 (quattro numeri usciti), 16 pp. in-8°. Redattore: anonimo.
- L'Ami du gouvernement républicain et de tous les gens bien.
  - Due numeri pubblicati a Parigi il 19 e 20 luglio 1796, 8 pp. in-8°. Redattore: Cottereau.
- L'Ami du peuple, ou Le Publiciste parisien, journal politique, libre et impartial, testata del famoso giornale di Marat assunta dal numero 6 (16 settembre 1789) al numero 626 (15 dicembre 1791). Dal numero 627 (12 aprile 1792) al numero 685 (21 settembre 1792) divenne L'Ami du peuple, journal politique et impartial. I primi cinque numeri, usciti dal 12 al 15 settembre 1789, portavano il titolo Le Publiciste parisien, journal politique libre et impartial.
Dopo la chiusura de L'Ami du peuple, dal 25 settembre 1792 all'11 marzo 1793 Marat redige il Journal de la République française, dal 25 marzo al 6 aprile 1793 le Observations à mes commettants, e dal 7 aprile alla morte (13 luglio 1793) Le Publiciste de la Révolution française.
  - Quotidiano pubblicato a Parigi dal 12 settembre 1789 al 21 settembre 1792, 8 pp. in-8° (raramente 12 e 16 pp.). Redattore: Jean-Paul Marat.
- L'Ami du peuple, ou Le Publiciste parisien. Eguale titolo di otto diverse contraffazioni - tra le quali una monarchica - di vari numeri del giornale di Marat, apparse dal gennaio 1790 all'aprile 1791.
- L'Ami du peuple, Journal historique et politique. Contraffazione del giornale di Marat.
  - Undici numeri pubblicati a Parigi dal 9 al 18 febbraio 1792, 8 pp. in-8°. Redattore: P. Lenoble.
- L'Ami du peuple, ou Le Vrai citoyen. Contraffazione del giornale di Marat.
  - Sette numeri pubblicati a Parigi nell'ottobre 1789, 8 pp. in-8°. Redattore: Jourdain de Saint-Ferjeux.
- L'Ami du peuple. Imitazione postuma del giornale di Marat.
  - Ventiquattro numeri pubblicati a Parigi dal 20 luglio al 15 settembre 1793, 8 pp. in-8°. Redattore: Leclerc.
- L'Ami du peuple. Imitazione postuma del giornale di Marat. Dal 2 aprile 1795, L'Ami du peuple, ou Le Démocrate constitutionel; dal 24 ottobre 1795, L'Ami du peuple, ou Le Défenseur des patriotes persécutés.
  - Periodico pubblicato a Parigi dal 15 settembre 1794 al 15 ottobre 1797, da 4 a 8 pp. in-4°. Redattori: P. Chales; dal 20 dicembre 1794, R. Lebois.
- L'Ami du peuple. Imitazione postuma del giornale di Marat.
  - Due numeri pubblicati a Parigi il 30 dicembre 1794 e il 10 gennaio 1795, 8 pp. in-8°. Redattore: P. Chales.
- L'Ami du peuple, par le Club des Cordeliers. Imitazione postuma del giornale di Marat.
  - Due numeri pubblicati a Parigi nel marzo 1794, 8 pp. in-8°. Redattore: anonimo.
- L'Ami du Roi, des Français, de l'Ordre, et surtout de la Vérité, par les continuateurs de Fréron.
  - Quotidiano pubblicato a Parigi dal 1º giugno al 5 novembre 1790, 4 pp. in-4°. Redattori: Royou e Galart de Montjoie.
- L'Ami du Roi, des Français, de l'Ordre, et sur-tout de la Vérité. Continuazione del precedente.
  - Quotidiano pubblicato a Parigi dal 6 novembre 1790 al 10 agosto 1792, 4 pp. in-4°. Redattore: Galart de Montjoie.
- L'Ami du vrai.
  - Quotidiano pubblicato a Bruxelles dal 26 dicembre 1797 al 22 febbraio 1798, 4 pp. in-4°. Redattore: M. De Ruyt.
- L'Ami Jacques, Argus du département et de l'Armée du Nord.
  - Quotidiano pubblicato a Valenciennes dal 24 maggio al 30 novembre 1792, 8 pp. in-8°. Redattore: anonimo.
- L'Analyse des journaux.
  - Quotidiano pubblicato a Parigi dal 24 aprile al 26 agosto 1797, 4 pp. in-4°. Redattore: Jean-Marie Pochon.
- L'Ancien ami du peuple, ou Le Nouvel ami des hommes.
  - Due numeri pubblicati a Parigi il 22 e 23 settembre 1794, 32 pp. in-8°. Redattore: A. P. Julienne-Bellair.
- L'Âne de Balaam, ou Le Journal de la ville de Peter.
  - Un numero pubblicato a Parigi nel 1790, 4 pp. in-8°. Redattore: anonimo.
- L'Ange Gabriel, journal politique, historique, littéraire, etc. Dal 26 gennaio 1800, L'Ange Gabriel, moraliste et littérateur.
  - Quotidiano pubblicato a Parigi dal 18 novembre 1799 al 28 gennaio 1800, 4 pp. in-4°. Redattori: Guillon e Despaze.
- L'Anglois à Paris, ou Lettres sur l'état actuel de la France.
  - Tre numeri pubblicati a Parigi nell'aprile e maggio 1789, 4 pp. in-4°. Redattore: anonimo.
- Annales catholiques. Vedi Annales religieuses, politiques et littéraires.
- Annales d'une Révolution d'oiseaux, ou Le Défenseur du droit de propriété.
  - Un numero pubblicato a Parigi nel 1795, 20 pp. in-8°. Redattore: Seguy-Lavaud.
- Annales de chimie, ou Recueil de mémoires concernant la chimie et les arts qui en dépendent.
  - Mensile pubblicato a Parigi dall'aprile 1789, 80 pp. in-8°. Redattori: Adet, Berthollet, Bouillon-Lagrange, Deyeux, Dietrich, Fourcroy, Guyton de Morveau, Hassenfratz, Lavoisier, Monge, Prieur, Seguin, Van Mons, Vauquelin.
- Annales de France.
  - Settimanale pubblicato a Parigi dal dicembre 1789 al 3 agosto 1790, 24 pp. in-8°. Redattore: Maugard.
- Annales de l'agriculture française.
  - Periodico pubblicato a Parigi dal 20 aprile 1797 al 1798, 48 pp. in-8°. Redattori: Tessier e Rougier-Labergerie.
- Annales de l'éducation du sexe, ou Journal des demoiselles.
  - Periodico pubblicato a Parigi da febbraio a luglio 1790 (8 numeri), 24 pp. in-8°. Redattrice: Mme Mouret.
- Annales de la Religion.
  - Settimanale pubblicato a Parigi dal 2 maggio 1795, 48 pp. in-8°. Redattori: Grégoire, dal 1º dicembre 1797 Larrière.
- Annales de la République française.
  - Quotidiano pubblicato a Parigi dal 1º dicembre 1792 al 21 dicembre 1799, 4 pp. in-4°. Redattore: anonimo.
- Annales du gouvernement, ou Journal des opérations du poivoir exécutif national.
  - Tre numeri pubblicati dal 1° al 3 gennaio 1793, 4 pp. in-4°. Redattore: H. Ruault.
- Annales monarchiques.
  - Due numeri pubblicati a Parigi nel 1790, 32 pp. in-8°. Redattore: anonimo.
- Annales monarchiques, politiques et littéraires.
  - Quotidiano pubblicato a Parigi dal febbraio 1791 al 31 maggio 1792, 4 pp. in-4°. Redattore: anonimo.
- Annales orléanoises.
  - Periodico pubblicato a Orléans dal 15 dicembre 1789 al 31 dicembre 1791, da 8 a 16 pp. in-8°. Redattore: anonimo.
- Annales parisiennes, politiques et critiques, mais véritables.
  - Un numero pubblicato il 1º agosto 1789, 96 pp. in-8°. Redattore: Gaullard de Saudray.
- Annales patriotiques de Marseille. Prosegue con il Courier de Marseille.
  - Dieci numeri pubblicati a Marsiglia dal febbraio al marzo 1790, da 12 a 16 pp. in 8°. Redattori: Bremond-Jullien e Sarrazin de Montferrier.
- Annales patriotiques du Comté-Venaissin.
  - Periodico pubblicato a Carpentras dal 20 aprile 1790 al 31 gennaio 1791, da 4 pp. in-4° a 8 pp. in 8°. Redattore: anonimo.
- Annales patriotiques et littéraires de la France, et Affaires politique de l'Europe. Dal 21 dicembre 1794, Annales patriotiques et littéraires, ou La Tribune des hommes libres. Prosegue con le Annales politiques et littéraires.
  - Quotidiano pubblicato a Parigi dal 3 ottobre 1789 al 30 agosto 1795, 4 pp. in-4°. Redattori: Mercier, Carra; dal 12 giugno 1793 Delessale; dal 21 dicembre 1794 Mercier.
- Annales politiques, civiles et littéraires du Dix-huitième siècle. Prosegue con le Annales politiques et littéraires.
  - Settimanale pubblicato a Parigi dal 1790 al 1792, da 32 a 64 pp. in-8°. Redattore: Linguet.
- Annales politiques, civiles et littéraires, faisant suite à celles de Linguet.
  - Un numero pubblicato a Parigi nel 1795, 32 pp. in-8°. Redattore: Pierret.
- Annales politiques et littéraires.
  - Quotidiano pubblicato a Parigi dal 5 giugno al 12 dicembre 1797, 4 pp. in-4°. Redattori: Mercier; dal 10 settembre Planche.
- Annales politiques et nationales.
  - Un numero pubblicato a Parigi il 20 ottobre 1789, 8 pp. in-8°. Redattore: anonimo.
- Annales religieuses, politiques et littéraires. Dal n° 21, Annales catholiques.
  - Quindicinale pubblicato a Parigi dal gennaio 1796 all'agosto 1797, 48 pp. in-8°. Redattori: Sicard e Jauffret; dal n° 19 Sicard e De Boulogne.
- Annales républicaines, ou Nouvelles éphémerides du citoyen. Dal 17 maggio 1793 Annales françaises, ou Nouvelles éphémerides du citoyen.
  - Quotidiano pubblicato a Parigi dal 1º dicembre 1792 al 6 settembre 1793, 4 pp. in-4°. Redattori: Mercier e David.
- Annales universelles.
  - Quotidiano pubblicato a Parigi dal 20 maggio al 3 settembre 1797, 4 pp. in-4°. Redattore: H. de Frasans.
- Annales universelles et méthodiques.
  - Periodico pubblicato a Parigi dal 3 novembre 1789 al febbraio 1791, da 20 a 24 pp. in-8°. Redattore: anonimo.
- L'Année littéraire. Dal gennaio 1790 L'Année littéraire et politique.
  - Settimanale pubblicato a Parigi del 7 gennaio 1789, da 48 a 64 pp. in-12°. Redattori: Royou e Geoffroy.
- L'Année militaire.
  - Pubblicato a Parigi ogni 10 giorni dal settembre al 21 dicembre 1799, 48 pp. in-8°. Redattore: Goujon.
- Ann'quin Bredouille, ou Le Petit cousin de Tristram Shandy.
  - Mensile pubblicato a Parigi dal 15 febbraio 1791, 200 pp. in-12°. Redattore: Gorjy.
- L'Anti-Brissotin, Journal du soir.
  - Quotidiano pubblicato a Parigi dal 21 ottobre 1793 al 15 febbraio 1794, 4 pp. in-4°. Redattore: anonimo.
- L'Antidote moral, politique et littéraire.
  - Quotidiano pubblicato a Parigi dal 23 settembre 1799 al 18 gennaio 1800, 4 pp. in-4°. Redattore: Dorvo.
- L'Anti-Fanatique, journal de bienfaisance et d'utilité. Dal terzo numero, L'Ami de l'Humanité.
  - Settimanale pubblicato a Parigi dal 1790 al 1791, 8 pp. in-8°. Redattore: anonimo.
- L'Anti-Fédéraliste, ou Le Correspondant des Sociétés populaires et des Armées.
  - Quotidiano pubblicato a Parigi dal 26 settembre 1793 al 19 gennaio 1794, 8 pp. in-4°. Redattori: Jullien fils, Payan, Fourcade.
- L'Anti-Marat.
  - Pubblicato a Parigi due volte alla settimana dal 5 febbraio al marzo 1791, 8 pp. in-8°. Redattore: anonimo.
- L'Anti-Royaliste, Journal de la rue de Chartres.
  - Quotidiano pubblicato a Parigi dal 7 febbraio al 25 marzo 1796, 4 pp. in-4°. Redattore: anonimo.
- L'Anti-Terroriste, ou Journal des principes.
  - Periodico pubblicato a Tolosa dal febbraio 1795 all'8 settembre 1797, 4 pp. in-4°. Redattore: anonimo, dal 4 maggio 1796 Broulhiet e Meilhac, dal 17 agosto 1797 Bertrand-Larue.
- L'Apocalypse.
  - Settimanale pubblicato a Parigi dal marzo 1790 al marzo 1791, 16 pp. in-8°. Redattore: anonimo.
- L'Apocalypse, ou Les Moines tels qu'ils ont été, et tels qu'ils ne peuvent plus être.
  - Due numeri pubblicati a Parigi in agosto e settembre 1789, 8 pp. in-8°. Redattore: anonimo.
- Appel aux royalistes, ou Les Moyens de rétablir l'ordre et d'éviter la guerre civile.
  - Due numeri pubblicati a Parigi nel 1796, 16 pp. in-8°. Redattore: J. Lambert.
- L'Argus du Palais-Royal, des Tuileries, des Champs-Élysées, des Boulevards, Bois de Boulogne, Bagatelle, Tivoli, Mousseaux, La Chaumière, Les Pépinières, Coblenz et autres lieux d'amusements et de plaisirs.
  - Periodico pubblicato a Parigi dal 23 giugno al 4 settembre 1797, 4 pp. in-4°. Redattori: Poncharaux, Lefebvre-Grandmaison.
- L'Argus, Journal du soir.
  - Quotidiano pubblicato a Parigi dal 15 al 20 marzo 1790, 8 pp. in-8°. Redattore: anonimo.
- L'Argus patriote. Dal 7 gennaio 1792, L'Argus patriote, ou Le Surveillant.
  - Pubblicato a Parigi due volte la settimana dal 9 giugno 1791 al 31 maggio 1792, 24 pp. in-8°. Redattore: Théveneau de Morande.
- Arlequin intrigant, patriote à la mode, ou de grandes vérités rendues sensibles.
  - Due numeri pubblicati a Parigi nel gennaio 1793, 8 pp. in-8°. Redattore: Weridic.
- L'Arlequin, Journal de pièces et de morceaux.
  - Pubblicato a Parigi ogni cinque giorni dal 2 agosto 1799, da 16 a 24 pp. in-8°. Redattore: anonimo.
- Assemblée nationale et Commune de Paris.
  - Quotidiano pubblicato a Parigi dal marzo 1790, 8 pp. in-8°. Redattori: Rivaud « et Compagnie ».
- L'Auditeur national, Journal de législation, de politique et de littérature. Dal 22 settembre 1792, L'Auditeur national.
  - Quotidiano pubblicato a Parigi dal 2 ottobre 1791, 8 pp. in-8°. Redattore: Joubert.
- L'Aurore.
  - Quattro numeri pubblicati a Parigi dal 13 al 19 aprile 1790, 8 pp. in-8°. Redattore: anonimo.
- L'Aurore, ou Le Journal du nouveau Tiers.
  - Quotidiano pubblicato a Parigi dal 21 maggio al 2 settembre 1797, 8 pp. in-8°. Redattore: L. F. Grosley
- Aux voleurs, aux voleurs!.
  - Periodico pubblicato a Parigi dal 1790, 8 pp. in-8°. Redattore: anonimo.
- L'Avant-Coureur, Journal politique et littéraire.
  - Quotidiano pubblicato a Parigi dal 7 settembre al 9 novembre 1797, 4 pp. in-4°. Redattore: anonimo.
- L'Avant-Coureur, qui rend compte le soir de ce qui s'est passé le Jour à l'Assemblée nationale.
  - Tre numeri pubblicati a Parigi nell'aprile del 1790, 8 pp. in-8°. Redattore: anonimo.
- L'Avant-garde de l'Armée des Pyrénées Orientales.
  - Pubblicato a Perpignano ogni 5 giorni dal 23 febbraio al 6 ottobre 1794, da 8 a 10 pp. in-8°. Redattore: Pavot Ricord fils.
- L'Avertisseur.
  - Quotidiano pubblicato a Parigi dal 1º ottobre al 30 novembre 1792 in 8 pp. in-8°, e dal 1° al 20 dicembre 1792 in-folio. Redattore: Lapis de Lafage.
- L'Avertisseur, ou Le Bulletin du jour. Dall'11 novembre 1797, L'Avertisseur, ou Le Postillon de Paris.
  - Quotidiano pubblicato a Parigi dal 27 settembre al 14 novembre 1797, 4 pp. in-4°. Redattore: Galland.
- L'Aviseur national.
  - Periodico pubblicato a Parigi dal 23 dicembre 1792 al 16 giugno 1793, 4 pp. in-8°. Redattore: anonimo.
- L'Aviso.
  - Quotidiano pubblicato a Parigi dal 12 ottobre al 18 dicembre 1797, 8 pp. in-8°. Redattore: Liébaux.
- L'Avocat du peuple, ou Le Bon Citoyen. Dal 4 marzo 1790, Le Défenseur du peuple.
  - Quotidiano pubblicato a Parigi dal 1º gennaio al 3 marzo 1790, 8 pp. in-8°. Redattore: Laboureau.
- L'Avocat général du peuple.
  - Tre numeri usciti a Parigi dal 15 al 17 giugno 1790, 8 pp. in-8°. Redattore: Waudin.

## B
- Le Babillard.[3]
  - Quotidiano pubblicato a Parigi dal 12 settembre al 18 dicembre 1797, 4 pp. in-4°. Redattori: Jodon, Lefebvre, Cahaisse.
- Le Babillard, Journal du Palais-Royal et des Tuileries. Numerose varianti di sottotitolo.
  - Quotidiano pubblicato a Parigi dal 3 giugno al 30 ottobre 1791, 8 pp. in-8°. Redattore: J.-A. Esménard.
- Le Babillard national, ou Le Journal à deux liards. Vedi À deux liards, à deux liards, le journal.
- La Balance, ou Le Journaliste impartial.
  - Quotidiano pubblicato a Parigi dal 22 al 30 settembre 1797, 4 pp. in-4°. Redattore: Condren.
- Le Batave, ou Le Nouvelliste étranger. Dal 1º ottobre 1793, Le Batave, ou Le Sans-Culotte; dal 18 aprile 1794, Le Sans-Culotte; dal 21 novembre 1794, Le Batave.
  - Quotidiano pubblicato a Parigi dal 15 febbraio 1793 al 19 luglio 1799, 4 pp. in-4°. Redattore: J. F. N. Dusaulchoy.
- Les Bêtises.
  - Quattro numeri pubblicati a Parigi nel 1790, 8 pp. in-8°. Redattore: anonimo.
- Bévues, inepties et impertinences nationales.
  - Tre numeri pubblicati a Parigi nel maggio 1790, da 16 a 20 pp. in-8°. Redattore: anonimo.
- La Bible d'à présent.
  - Quattro numeri pubblicati a Parigi nell'aprile 1790, da 12 a 16 pp. in-8°. Redattore: Hérault.
- Le Bibliographe universel.
  - Un numero uscito a Parigi il 6 aprile 1790, 4 pp. in-4°. Redattore: L. Jorry.
- Bibliothèque de l'homme public, ou Analyse raisonnée des principaux ouvrages françois et étrangères.
  - Mensile pubblicato a Parigi dal gennaio 1790 all'aprile 1792, da 180 a 200 pp. in-8°. Redattori: Condorcet, Le Chapelier, Peysonnel.
- Bibliothèque phisico-économique, instructive et amusante.
  - Semestrale pubblicato a Parigi dal 1783 al 1794 (ripreso dal 1802), da 450 a 500 pp. in-16°. Redattori: Deyeux, Parmentier.
- Le Bien informé.
  - Quotidiano pubblicato a Parigi dal 3 settembre 1797, 4 pp. in-4°. Redattore: anonimo.
- Le Bien-Instruit, ou Le Véridique Postillon des Armées.
  - Quotidiano pubblicato a Parigi nel 1799, 4 pp. in-4°. Redattore: Meunier.
- Le Bonhomme Richard aux bonnes gens.
  - Due numeri pubblicati a Parigi nel 1790, 4 pp. in-4°. Redattore: Lemaire.
- Le Bonnet rouge.
  - Quotidiano pubblicato a Parigi dal dicembre 1793 al gennaio 1794, 4 pp. in-4°. Redattori: « Une société de sans-culottes ».
- Le Bon Sens, réflexions libres sur les affaires actuelles.
  - Settimanale pubblicato a Parigi nell'aprile 1791, 24 pp. in-8°. Redattore: anonimo.
- La Bouche de fer.
  - Periodico pubblicato a Parigi dall'ottobre 1790 al luglio 1791, 16 pp. in-8°. Redattori: Fauchet, Bonneville.
- La Bouche de fer. Imitazione del precedente.
  - Quotidiano pubblicato a Parigi dal 21 maggio al 16 giugno 1797, 4 pp. in-4°. Redattori: Darcet, V. R. Barbet du Bertrand.
- Bulletin.
  - Periodico pubblicato a Parigi dal 31 maggio 1789 al 15 dicembre 1790, 4 pp. in-4°. Redattore: anonimo.
- Bulletin.
  - Periodico pubblicato a Parigi dal novembre 1791 all'agosto 1792, 8 pp. in-8°. Redattore: anonimo.
- Bulletin, affiches, annonces et avis divers de la ville et du département de Bordeaux. Dal 15 maggio 1790, Journal de Bordeaux et du département de la Gironde.
  - Periodico pubblicato a Bordeaux da marzo a novembre 1790, 8 pp. in-8°. Redattore: Marandon.
- Bulletin de l'administration du département d'Ille et Vilaine.
  - Periodico pubblicato a Rennes da giugno a luglio 1793, in-folio. Redattore: anonimo.
- Bulletin de l'Armée des Cotes de Brest.
  - Quotidiano pubblicato a Nantes da settembre a ottobre 1793, 8 pp. in-8°. Redattore: anonimo.
- Bulletin de l'Assemblée nationale.
  - Quotidiano pubblicato a Parigi e a Nancy dal luglio 1789 all'agosto 1791, da 8 a 16 pp. in-8°. Redattore: Maret.
- Bulletin de l'Europe.
  - Quotidiano pubblicato a Parigi dal 1798, 4 pp. in-4°. Redattore: Levavasseur.
- Bulletin de la Convention Nationale. Dal 5 al 22 settembre 1792, Bulletin imprimé par ordre de l'Assemblée Nationale.
  - Quotidiano pubblicato a Parigi dal 5 settembre 1792 al 24 dicembre 1794, in-folio. Redattori: Commissione di corrispondenza dell'Assemblea Nazionale.
- Bulletin de la Semaine. Dal 1º novembre 1796, Le Télégraphe.
  - Settimanale pubblicato a Parigi dal 6 febbraio 29 ottobre 1796, 8 pp. in-8°. Redattore: Daire.
- Bulletin de littérature, des sciences et des arts.
  - Periodico pubblicato a Parigi, 8 pp. in-8°. Redattore: J. J. Lucet.
- Bulletin de minuit.
  - Quotidiano pubblicato a Parigi dal 15 aprile al 12 agosto 1792, 4 pp. in-8°. Redattore: anonimo.
- Bulletin de Paris.
  - Quotidiano pubblicato a Parigi dal 13 settembre all'11 ottobre 1797, 4 pp. in-4°. Redattore: Sarrazin.
- Bulletin décadaire de la République française.
  - Periodico pubblicato a Parigi dal 1º ottobre 1798 all'11 novembre 1799, da 24 a 36 pp. in-8°. Redattore: A. Baudouin.
- Bulletin des Amis de la Verité.
  - Quotidiano pubblicato a Parigi da gennaio ad aprile 1793, 4 pp. in-folio. Redattori: J. Lavallé, J. A. Creuzé-Latouche, P. Chaussard, Th. Mandar, E. Maltière, A. J. P. Belair, F. N. Parent.
- Bulletin du Tribunal criminel. Dal 6 aprile 1793, Bulletin du Tribunal criminel révolutionnaire; dal 24 novembre 1793, Bulletin du Tribunal révolutionnaire; dal 22 maggio 1795, Bulletin du Tribunal criminel révolutionnaire; dal 28 marzo 1795, Bulletin du Tribunal révolutionnaire.
  - Periodico pubblicato a Parigi dall'agosto 1792 al marzo 1795, 4 pp. in-4°. Redattore: anonimo.

## C
- Le Chien et le Chat. Il n. 3, Le Gardien des Capucins, ou L'Apôtre de la Liberté.
  - Quattro numeri pubblicati a Parigi senza data dall'aprile a maggio 1790, 16 pp. in-8°. Redattore; Hébert.
- La Chronique de Paris.
  - Redattore: Nicolas de Condorcet.
- La Chronique du mois.
  - Redattori: Collot d'Herbois, Étienne Clavière, Nicolas de Condorcet.
- La Chronique scandaleuse.
  - Redattori: Antoine de Rivarol, Alexandre de Tilly.
- Compte rendu au peuple souverain.
  - Redattore: Fabre d'Églantine.
- Le Conservateur.
  - Redattori: Dominique-Joseph Garat, Marie-Joseph Chénier, Pierre Daunou.
- Le Contrepoison ou Préservatif contre les motions insidieuses.
  - Redattore: Saulchoy de Bergemont.
- Correspondance patriotique entre les citoyens qui ont été membres de l'Assemblée nationale constituante.
  - Settimanale pubblicato a Parigi dal 9 ottobre 1791 al maggio 1792, 64 pp. in-8°. Redattori: anonimi.
- Le Correspondant d'Eure-et-Loir.
  - Redattore: Pierre Chasles.
- Le Correspondant picard.
  - Redattore: Gracchus Babeuf.
- Le Cosmopolite.
  - Redattore: Berthold Proli.
- Le Courier de l'Europe
- Courier de Marseille. Continuazione delle Annales patriotiques de Marseille. Prosegue con L'Observateur marseillais.
  - Periodico pubblicato a Marsiglia dal 18 aprile al 12 maggio 1790 (sei numeri), 8 pp. in-8°. Redattore: anonimo.
- Courier de Provence, pour servir de suite aux Lettres du comte de Mirabeau à ses commettans.
  - Periodico pubblicato a Versailles e poi a Parigi dal 27 luglio 1789 al 30 settembre 1791, da 16 a 32 pp. in-8°. Redattori: Mirabeau, Cazaux, Champfort, Clavière, Dumont, Duroveray, Lamourette, Méjan.
- Le Courrier de Brabant.
  - Redattore: Camille Desmoulins.
- Le Courrier des 83 départements.
  - Redattore: Antoine-Joseph Gorsas.
- Le Courrier des Spectacles.
- Le Courrier de Versailles à Paris et de Paris à Versailles.
  - Redattore Antoine-Joseph Gorsas.

## D
- De tout en peu. Dall'8 febbraio 1797, L'Indépendant, ou De tout en peu.
  - Quotidiano pubblicato a Parigi dal 30 gennaio al 24 marzo 1797, 4 pp. in-4°. Redattori: Rivière, Hatin.
- Le Défenseur de la liberté, ou L'Histoire de la Rèvolution de mil sept cent quatre-vingt-neuf.
  - Settimanale pubblicato a Parigi nel 1790, da 16 a 24 pp. in-8°. Redattore: Pierre Moithey.
- Le Défenseur du peuple. Continuazione de L'Avocat du peuple, ou Le Bon Citoyen.
  - Sei numeri pubblicati a Parigi dal 4 al 9 marzo 1790, 8 pp. in-8°. Redattore: anonimo.

## E
- États Géneraux.
  - Redattore: Honoré de Mirabeau

## F
- La Feuille villageoise.
  - Settimanale pubblicato a Parigi dal 30 settembre 1790, da 16 a 24 pp. in-8°. Redattori: Cerutti, Rabaut Saint-Etienne, Grouvelle, Ginguené.
- La Feuille du jour.
  - Redattore: Pierre-Germain Parisau
- La France vue de l'armée d'Italie.
  - Redattore: Michel Regnaud de Saint-Jean d'Angély

## G
- Le Gardien des Capucins, ou L'Apôtre de la Liberté. Vedi Le Chien et le Chat.
- La Gazette.
  - Redattori: Théophraste Renaudot, Nicolas Fallet, Chamfort
- Giornale patriottico di Corsica.
  - Redattore: Filippo Buonarroti.

## H
- Histoire des Révolutions de France et de Brabant.
  - Redattore: Camille Desmoulins

## I
- Idées patriotiques.
  - Dieci numeri pubblicati a Parigi da ottobre a dicembre 1789, 16 pp. in-8°. Redattore: Charles N. Roland.

## J
- Journal de la liberté. Prosecuzione de L'Union, ou Le Journal de la liberté; continuò col nome Le Surveillant, Journal libre.
  - Quotidiano pubblicato a Parigi dal 12 maggio al 29 agosto 1790, 16 pp. in-8°. Redattore: Montjoye.
- Journal de la Montagne.
  - Redattori: Jean-Charles Thiébault Laveaux, Thomas Rousseau.
- Journal de la République française.
  - Quotidiano pubblicato a Parigi dal 25 settembre 1792 all'11 marzo 1793, 8 pp. in-8°. Redattore: Jean-Paul Marat.
- Journal de l'opposition.
  - Redattore: Pierre-François Réal.
- Journal de Paris.
  - Redattori: Jean Romilly, Olivier de Corancez, Louis d'Ussieux e Antoine Cadet de Vaux.
- Journal de Paris.
  - Redattore: Michel Regnaud de Saint-Jean d'Angély.
- Journal de Perlet.
  - Redattore: Charles Frédéric Perlet.
- Journal des amis de la Constitution.
  - Redattore: Pierre Choderlos de Laclos
- Journal des dames et des modes.
- Journal des débats.
  - Redattori: Jean-François Gaultier de Biauzat, Louis-François Bertin.
- Journal des Défenseurs de la patrie.
- Journal général.
  - Redattore: Louis-Abel de Bonafous de Fontenay.
- Journal des Halles.
- Journal des Hommes libres.
  - Redattori: Joseph Lavallée, Dominique Eon, Félix Lepeletier, Pierre-Antoine Antonelle.
- Journal des laboureurs.
  - Redattore: Joseph Marie Lequinio
- Journal des Lois.
  - Redattori: Guglielmo Francesco Galletti, Charles-Nicolas Osselin.
- Journal d'instruction sociale.
  - Redattori: Condorcet, Sieyès, Duhamel.
- Journal du soir sans réflexions et courriers de Paris et de Londres.
  - Redattore: Étienne Feuillant
- Le Journal du Club des Cordeliers.
  - Redattore: Antoine-François Momoro.
- Journal du soir sans réflexions et le courrier de la capitale.
  - Redattori: Étienne Feuillant, Denis Tremblay, Jacques-René Hébert.
- Journal politique et littéraire.
  - Redattore: Simon-Nicolas-Henri Linguet

## K
- Le Klaperman, ou Semonce au peuple français.
  - Un numero pubblicato a Londra [falsa indicazione?] nel 1790, in-8°. Redattore: Hudibras.

## L
- Lanterne magique nationale.
  - Tre numeri pubblicati a Parigi nel 1790, in-8°. Redattore: Mirabeau.
- Lettres à mes commettants. Prosegue con il Courier de Provence.
  - Diciannove numeri pubblicati a Parigi dal 10 maggio al 24 luglio 1789, 24 pp. in-8°. Redattore: Mirabeau.
- Lettres à un rentier habitant une solitude au bord de la mer, et ne vivant que de sa pêche.
  - Quotidiano pubblicato a Parigi dal 15 agosto 1796, da 24 a 36 pp. in-8°. Redattore: Barruel-Beauvert.
- Lettres bougrement patriotiques du Père Duchêne.
  - Redattore: Lemaire.

## M
- La Manufacture.
- Le Mémorial.
  - Redattore: Jean-François de La Harpe.
- Le Messager du soir. Gazette générale de l'Europe.
- Le Miroir.
  - Redattore: Claude François Beaulieu
- Le Modérateur.
- Le Moniteur universel.
  - Redattore: Charles-Joseph Panckoucke

## N
- Le Nouveau Tiers, ou Le Journal des deux conseils. Dal 4 giugno 1797, L'Ami du bien public en France.
  - Quotidiano pubblicato a Parigi dal 1º giugno 1797, 4 pp. in-4°. Redattore: P. J. Luneau de Boisjermain.
- Nouvelles ecclésiastiques.
  - Settimanale pubblicato a Parigi dal 2 gennaio 1787 al 25 dicembre 1793; dal 2 gennaio 1794 pubblicato a Utrecht; 4 pp. in-4°. Redattori: anonimi.

## O
- Observateur.
  - Periodico pubblicato a Parigi tre volte alla settimana dall'agosto 1789 al 12 ottobre 1790, 8 pp. in-8°. Redattore: Feydel
- L'Observateur du département de l'Yonne.
  - Periodico pubblicato a Sens ogni 10 giorni dal 5 gennaio 1795 al 26 novembre 1800, da 8 a 16 pp. in-8°. Redattore: Benoist-Lamothe.
- L'Observateur marseillais.
  - Periodico pubblicato a Marsiglia dal 16 maggio al 18 agosto 1790, 4 pp. in-4°. Redattori: Barbaroux, Esménard e Brémond-Julien.
- Observations à mes commettants. Vedi Le Publiciste de la République française, ou Observations aux Français.
- L'Orateur du peuple.
  - Quotidiano pubblicato a Parigi dal maggio 1790 al 12 agosto 1795, 8 pp. in-8°. Redattori: Fréron, Enfantin, Labenette.

## P
- Le Patriote français.
  - Redattore: Brissot.
- Le Père Duchesne.
  - Redattore: Hébert
- Le Père Duchêne de Jean Charles Jumel.
  - Redattore: Jumel.
- Petit Carême de l'abbé Maury, ou Sermons prêchés à l'Assembée des enragés
  - Dieci numeri pubblicati a Parigi dal 21 febbraio al 4 aprile 1790, 16 pp. in-8°. Redattore: Hébert.
- Les Petites affiches.
  - Redattore: Bénézech.
- Le Petit Gautier.
- Le Point du jour.
  - Quotidiano pubblicato a Parigi dal 10 febbraio 1797, 4 pp. in-4°. Redattore: Drevet.
- Le Point du jour, ou Résultat de ce qui s'est passé la veille a l'Assemblée nationale.
  - Quotidiano pubblicato a Parigi dal 19 giugno 1789 al 2 ottobre 1791, 12-16 pp. in-8°. Redattore: Barère.
- Le Publiciste de la République française, ou Observations aux Français. Dal 25 marzo 1793, Observations à mes commettants; dal 7 aprile 1793, Le Publiciste de la République française. È la continuazione del Journal de la République française.
  - Quotidiano pubblicato a Parigi dal 14 marzo 1793 (n° 144) al 14 luglio 1793 (n° 242), 8 pp. in-8°. Redattore: Marat.
- Le Publiciste de la République française, par l'Ombre de Marat.
  - Redattore: Jacques Roux.

## Q
- La Quotidienne

## R
- Le Républicain.
  - Redattore: Charles Duval.
- Le Républicain:
  - Redattori: Nicolas de Condorcet, Thomas Paine.
- Le Retour du Père Duchêne, premier poêlier du monde.
  - Redattore: M. de Mont-Lucy.
- La Révolution de 1792.
  - Redattore: Louis Ange Pitou.
- Les Révolutions de France et de Brabant.
  - Redattore: Camille Desmoulins.
- Les Révolutions de Paris.
  - Redattori: Elisée Loustalot, Sylvain Maréchal, Fabre d'Églantine, Pierre-Gaspard Chaumette, Léger-Félicité Sonthonax.
- Le Rougyff ou le franc en vedette.
  - Redattore: Armand-Joseph Guffroy.

## S
- Le Sans-culotte.
  - Settimanale pubblicato a Parigi dal 13 maggio 1793, in-folio. Redattore: Duchosal.
- Le Sans-Culotte. Vedi Le Batave, ou Le Nouvelliste étranger.
- La Sentinelle.
  - Periodico pubblicato a Parigi nel 1792 fino al 21 novembre (73 numeri), in-folio. Redattore Louvet
- La Sentinelle. Prosecuzione del precedente.
  - Quotidiano pubblicato a Parigi dal 24 giugno 1795 al 3 maggio 1798, 4 pp. in-4°. Redattori: Louvet, con J. J. Loeuillet dal 30 giugno 1797, il solo Loeuillet dal 5 agosto 1797.
- Le Surveillant, Journal libre, faisant suite au Journal de la liberté.
  - Un numero pubblicato a Parigi il 23 febbraio 1791, 8 pp. in-8°. Redattore: anonimo.

## T
- Le Télégraphe
  - Pubblicato ogni due giorni a Parigi dal 1º novembre 1796 al 30 aprile 1797, 8 pp. in-8°. Redattore: André.
- Le Thermomètre du jour
  - Redattori: Jacques-Antoine Dulaure, dal 1º aprile 1791 Dulaure e B. Chaper, dal 16 ottobre 1792 Dulaure.
- Le Tocsin de Liège
- Le Tribun du Peuple
  - Redattore: Gracchus Babeuf.
- La Tribune des patriotes
  - Redattori: Camille Desmoulins, Stanislas Fréron.

## U
- L'Union, ou Le Journal de la liberté. Dal 12 maggio 1790 proseguì come Journal de la liberté.
  - Pubblicato a Parigi tre volte alla settimana dal 2 novembre 1789 al 19 aprile 1790, 4 pp. in-folio. Redattore: anonimo.

## V
- Le Vieux Cordelier.
  - Sette numeri pubblicati a Parigi dal 5 dicembre 1793 al 3 febbraio 1794, da 8 a 24 pp. in-8°. Redattore: Camille Desmoulins
- Le Vieux Cordelier.
  - Sei numeri pubblicati a Parigi, senza data, nell'anno III (1794/1795), 8 pp. in-8°. Redattore: Baillo.